# Ray Morstadt
Raymond Charles Morstadt, detto Ray (Waukegan, 10 marzo 1913 – Waukegan, 5 luglio 1965), è stato un cestista statunitense, professionista nella NBL.

## Carriera
Giocò per tre stagioni nella NBL, disputando complessivamente 57 partite con 3,5 punti di media.